# Tadeusz Fenrych
Tadeusz Fenrych, punim imenom Tadeusz Wiktor Fenrych (pol.), odnosno Tadeus Viktor Fenrich von Gjurgjenovac (njem.)  (17. lipnja 1882. – 16. lipnja 1942.) bio je veteran Prvog i Drugog svjetskoga rata, časnik Poljske vojske i sudionik Velikopoljskoga ustanka.  Premda je etnički bio Nijemac i dio je svoje vojne karijere proveo u Njemačkoj carskoj vojsci, zalagao se za repatrijaciju Velikopoljskoga vojvodstva u okvire ponovno uspostavljene poljske države.

## Životopis
Tadeusz Wiktor rođen je 17. srpnja 1882. godine u Poniatowoj u današnjoj Poljskoj (tadašnja pruska pokrajina Posen), u dobrostojećoj obitelji njemačkog (austrijskog) podrijetla od oca Vladislava i majke Haline (rođ. von Feldman).  Gimnaziju je pohađao u Trzemeszniu i Szamotułama, a studij je završio u Köthenu u Njemačkoj i stekao titulu inženjera strojarstva.  1908. godine pristupa topništvu u Njemačkoj carskoj vojsci, a 1914. postaje potporučnik i bori se na Zapadnom frontu.
Nakon Prvoga svjetskoga rata obnaša više različitih dužnosti u Carskoj vojsci. Premda je po narodnosti bio Nijemac, zbog svojih se osobnih uvjerenja 1918. godine pridružuje paravojnoj formaciji Straż Ludowa (polj. Narodna straža) koju je osnovala Vrhovna narodna skupština u Poznanju. a čijia je svrha bila ponovno pripojenje Velikopoljskoga vojvodstva Poljskoj.

### Velikopoljski ustanak
Područje Velikopoljskog vojvodstva (njem. Die Woiwodschaft Großpolen, polj. Województwo Wielkopolskie) je sve do 1795. godine pripadalo Poljsko-Litavskoj Uniji, a tada je pripojeno Kraljevini Pruskoj te je zajedno s njom 1871. postalo dio ujedinjene carske Njemačke. Iako se na njemu stalno doseljavalo njemačko stanovništvo, Poljaci su do početka Prvog svjetskog rata činili oko 60% stanovništva. Lokalni poljski političari i aktivisti su već 12. studenog 1918. osnovali Vrhovnu narodnu skupštinu, organizaciju koja je trebala predstavljati interese Poljaka na tom području. Vrhovna narodna skupština je tijekom sljedećih nekoliko tjedana počela preuzimati javne institucije u Poznanju od službenih vlasti, da bi taj proces 27. prosinca, prilikom preuzimanja jedne policijske postaje, prerastao u pravi oružani sukob. 1919. je Versailleskim mirovnim ugovorom Velikopoljsko vojvodstvo pripalo Poljskoj (Drugoj poljskoj republici).

Fenrych je u Velikopoljskom ustanku u početku bio zamjenik glavnoga zapovjednika Narodne straže, generala Kaziemierza Grudzielskoga, gdje je bio jedan od vodećih organizatora oružanih ustanaka. Koncem 1918. postaje poručnik u 2. streljačkom vodu Velikopoljske vojske u Gnieznom. U travnju 1919. povjerena mu je organizacija Škole za pješaštvo.
- Pruska pokrajina Posen 1905. Žuta boja označava područja u kojima su većinsko stanovništvo činili Poljaci.
- Povijesni zemljovid Velike Poljske. Granice su ocrtane crvenom bojom.
- Poljski dobrovoljci u Velikopoljskom ustanku. Fotografija iz rova na poljsko-njemačkom frontu (siječanj 1919.)

### Međuratno razdoblje
Nakon završtetka Velikopoljskoga ustanka i konačnog pripojenja Velikopoljskoga vojvodstva Poljskoj, Fenrych je obnašao više različitih dužnosti u Poljskoj vojsci pri Vrhovnom zapovjedništvu u Poznanju (polj. Dowództwie główne). 1923. postaje kapetanom Divizije teškoga topništva u Poljskoj vojsci. Odlikovan je za vojne zasluge križem Virtuti Militari, Srebrnim križem za zasluge te Križem Neovisnosti (polj. Krzyż Niepodległości).
Osim aktivne službe u Diviziji teškoga topništva, u tom se razdoblju Fenrych bavio i poviješću. 1926. godine je osnovao Društvo za izučavanje povijesti Velikopoljskoga ustanka ("Towarzystwo dla Badań nad Historią Powstania Wielikopolskiego").  Osim brojnih stručnih povijesnih članaka, Fenrych je objavio i sljedeće knjige koje su se bavile tom tematikom: 1928. „Pokušaj sinteze Velikopoljskoga ustanka 1918./19." („Próba syntezy Powstania Wielkopolskiego 1918/19”), 1933.  „Fragmenti sa sjevernoga fronta Velikopoljskoga ustanka" („Fragmenty z frontu północnego Pozostania Wielkopolskiego”), te 1935. „O začecima Velikopoljske vojske" („O zaczątkach armii Wielkopolskiej”).
Od 1931. do 1935. bio je gradonačelnik grada Krotoszyna.

### Drugi svjetski rat
U rujnu 1939. Fenrych je sudjelovao u bitci kod Lublina. Nakon pada Poljske i uspostave nacističke vlasti (tzv. Generalne gubernije), proganjala ga je njemačka Državna tajna policijea („Gestapo", njem. Geheime Staatspolizei). Bio je uhićen 3. ožujka 1941. godine i zatvoren u koncentracijskom logoru Buchenwald, u blizini Weimara u Njemačkoj. Ondje je pogubljen 16. lipnja 1942. pod optužbom izdaje vlastitoga naroda. Njegovi sinovi, Viktor i Tadeus Franz pogubljeni su u Tarnówu 26. lipnja 1944. godine.